# أنطونيو برافو
أنطونيو برافو (بالإسبانية: Antonio Bravo)‏ هو ممثل مكسيكي وإسباني، ولد في 1906 بمدريد في إسبانيا، وتوفي في 28 فبراير 1992 في المكسيك.

## وصلات خارجية
- أنطونيو برافو على موقع IMDb (الإنجليزية)
- أنطونيو برافو على موقع ألو سيني (الفرنسية)
- أنطونيو برافو على موقع أول موفي (الإنجليزية)
- أنطونيو برافو على موقع قاعدة بيانات الأفلام السويدية (السويدية)
- أنطونيو برافو على موقع قاعدة بيانات الفيلم (الإنجليزية)